# Xenomusa rubra
Xenomusa rubra är en fjärilsart som beskrevs av Lucas 1892. Xenomusa rubra ingår i släktet Xenomusa och familjen mätare. Inga underarter finns listade i Catalogue of Life.